# Olympische Sommerspiele 1956/Leichtathletik – Hammerwurf (Männer)

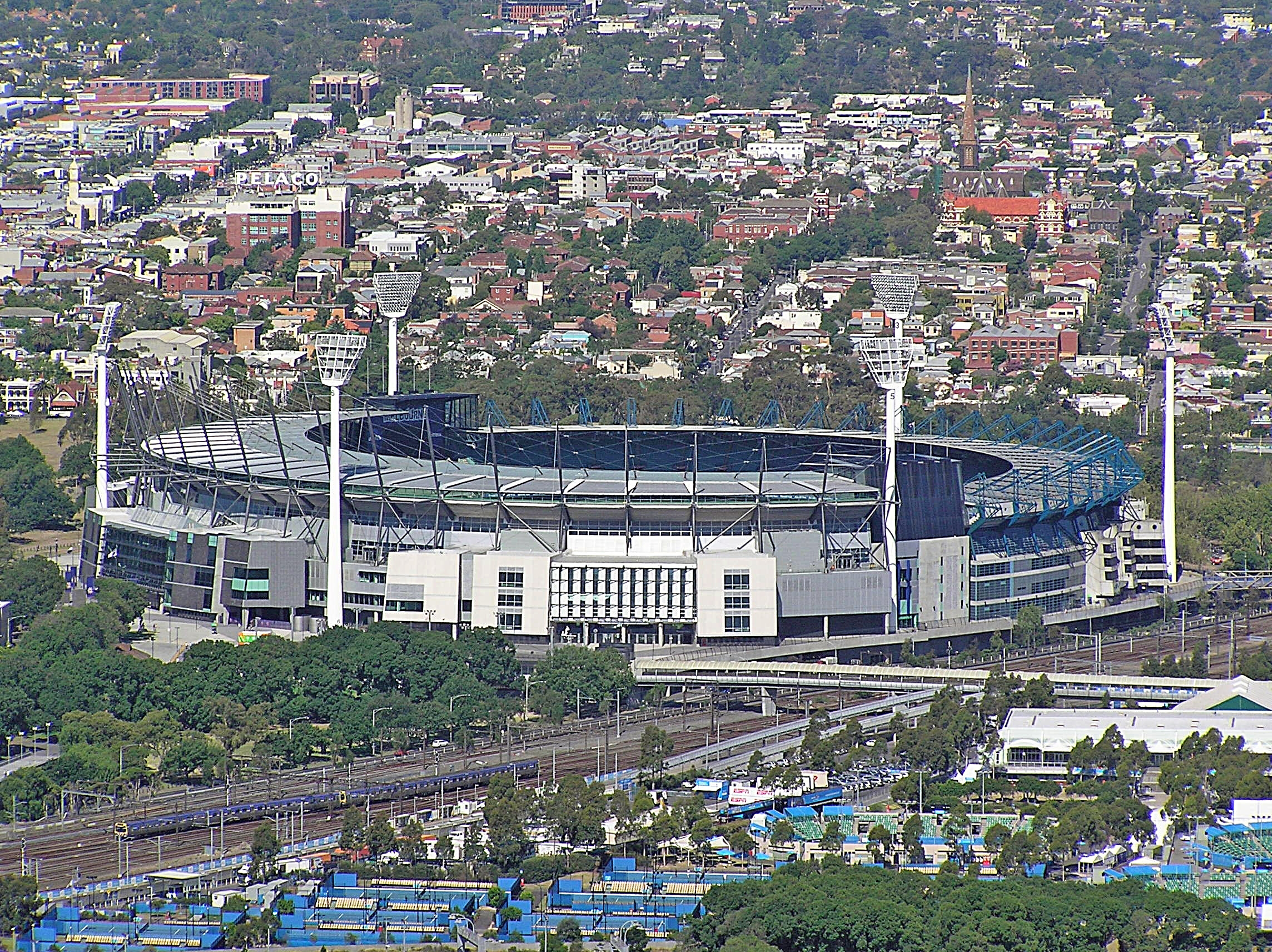
Melbourne Cricket Ground, Olympiastadion (hier im Jahr 2008)

Der Hammerwurf der Männer bei den Olympischen Spielen 1956 in Melbourne wurde am 24. November 1956 im Melbourne Cricket Ground ausgetragen. 22 Athleten nahmen teil.
Olympiasieger wurde der US-Amerikaner Hal Connolly. Er siegte vor Michail Kriwonossow und Anatoli Samozwetow, beide aus der Sowjetunion.
Athleten aus Deutschland, der Schweiz und Österreich waren nicht am Start.

## Rekorde

### Bestehende Rekorde
| Weltrekord         | 68,54 m | Hal Connolly ( USA)      | Los Angeles, USA              | 2. November 1956 |
| Olympischer Rekord | 60,34 m | József Csermák ( Ungarn) | Finale von Helsinki, Finnland | 24. Juli 1952    |

### Rekordverbesserungen
Der bestehende olympische Rekord wurde im Finale am 24. November viermal übertroffen:
- 62,10 m – Anatoli Samozwetow (Sowjetunion), erster Durchgang
- 63,00 m – Michail Kriwonossow (Sowjetunion), zweiter Durchgang
- 63,03 m – Michail Kriwonossow (Sowjetunion), dritter Durchgang
- 63,19 m – Hal Connolly (USA), fünfter Durchgang

## Durchführung des Wettbewerbs
22 Athleten traten am 24. November zu einer Qualifikationsrunde an. Die geforderte Qualifikationsweite von 54,00 Metern wurde fünfzehn Wettbewerbern – hellblau unterlegt – übertroffen. Damit war die Mindestzahl von zwölf Sportlern für das Finalfeld erfüllt und es musste nicht weiter aufgestockt werden. Für alle qualifizierten Teilnehmer fand das Finale am Nachmittag desselben Tages statt. Die in der Qualifikationsrunde erzielten Resultate wurden für den weiteren Wettkampfverlauf nicht mitgewertet. Im Finale standen jedem Athleten zunächst drei Versuche zu. Die besten sechs Finalisten konnten dann weitere drei Versuche machen.

## Zeitplan
24. November, 10:00 Uhr: Qualifikation

24. November, 14:30 Uhr: Finale
Anmerkung: Alle Zeiten sind als Ortszeit von Melbourne angegeben. (UTC + 10)

## Legende
Kurze Übersicht zur Bedeutung der Symbolik – so üblicherweise auch in sonstigen Veröffentlichungen verwendet:
| – | verzichtet |
| x | ungültig   |

## Qualifikation
Datum: 24. November 1956, 10:00 Uhr
| Platz | Name                | Nation         | 1. Versuch | 2. Versuch | 3. Versuch | Resultat |
| ----- | ------------------- | -------------- | ---------- | ---------- | ---------- | -------- |
| 1     | Anatoli Samozwetow  | Sowjetunion    | 59,53 m    | –          | –          | 59,53 m  |
| 2     | Krešimir Račić      | Jugoslawien    | 59,06 m    | –          | –          | 59,06 m  |
| 3     | Hal Connolly        | USA            | 59,05 m    | –          | –          | 59,05 m  |
| 4     | Alfons Niklas       | Polen          | 52,11 m    | 58,46 m    | –          | 58,46 m  |
| 5     | Tadeusz Rut         | Polen          | 58,07 m    | –          | –          | 58,07 m  |
| 6     | József Csermák      | Ungarn         | 57,95 m    | –          | –          | 57,95 m  |
| 7     | Albert Hall         | USA            | 57,50 m    | –          | –          | 57,50 m  |
| 8     | Dmytro Jehorow      | Sowjetunion    | 57,03 m    | –          | –          | 57,03 m  |
| 9     | Sverre Strandli     | Norwegen       | 56,32 m    | –          | –          | 56,32 m  |
| 10    | Birger Asplund      | Schweden       | 55,03 m    | –          | –          | 55,03 m  |
| 11    | Peter Allday        | Großbritannien | 54,98 m    | –          | –          | 54,98 m  |
| 11    | Guy Husson          | Frankreich     | 54,98 m    | –          | –          | 54,98 m  |
| 13    | Don Anthony         | Großbritannien | 53,10 m    | 54,89 m    | –          | 54,89 m  |
| 14    | Muhammad Iqbal      | Pakistan       | 54,59 m    | –          | –          | 54,59 m  |
| 15    | Michail Kriwonossow | Sowjetunion    | 54,53 m    | –          | –          | 54,53 m  |
| 16    | Song Gyo-sik        | Südkorea       | 53,30 m    | x          | 53,75 m    | 53,75 m  |
| 17    | Yoshio Kojima       | Japan          | 52,67 m    | 46,62 m    | 46,23 m    | 52,67 m  |
| 18    | Alejandro Díaz      | Chile          | x          | 52,23 m    | 51,33 m    | 52,23 m  |
| 19    | Charlie Morris      | Australien     | x          | 49,35 m    | x          | 49,35 m  |
| 20    | Neville Gadsden     | Australien     | x          | x          | 48,84 m    | 48,84 m  |
| 21    | Martin Crowe        | Australien     | 45,76 m    | 48,25 m    | 48,43 m    | 48,43 m  |
| 22    | Fumio Kamamoto      | Japan          | 40,72 m    | x          | 44,70 m    | 44,70 m  |
| DNS   | Cliff Blair         | USA            |            |            |            |          |

Der für das US-Team eigentlich nominierte Cliff Blair half dem Reporter Jerry Nason vom Boston Globe bei dessen Reportagen aus Melbourne. Die US-Mannschaft suspendierte Blair, weil er damit gegen die Amateurstatuten verstoßen habe. Ein Ersatzmann für ihn wurde nicht nominiert, sodass die US-Mannschaft hier nur mit zwei Werfern vertreten war.

## Finale
Datum: 24. November 1956, 14:30 Uhr
| Platz | Name                | Nation         | 1. Versuch | 2. Versuch | 3. Versuch | 4. Versuch                              | 5. Versuch                              | 6. Versuch                              | Endresultat | Anmerkung |
| ----- | ------------------- | -------------- | ---------- | ---------- | ---------- | --------------------------------------- | --------------------------------------- | --------------------------------------- | ----------- | --------- |
| 1     | Hal Connolly        | USA            | x          | 60,92 m    | 62,65 m    | 61,76 m                                 | 63,19 m OR                              | x                                       | 63,19 m     | OR        |
| 2     | Michail Kriwonossow | Sowjetunion    | 60,59 m    | 63,00 m OR | 63,03 m OR | x                                       | x                                       | x                                       | 63,03 m     |           |
| 3     | Anatoli Samozwetow  | Sowjetunion    | 62,10 m OR | 58,13 m    | 61,94 m    | 60,22 m                                 | 59,20 m                                 | 62,56 m                                 | 62,56 m     |           |
| 4     | Albert Hall         | USA            | 57,76 m    | 61,83 m    | x          | 61,58 m                                 | x                                       | 61,96 m                                 | 61,96 m     |           |
| 5     | József Csermák      | Ungarn         | 58,27 m    | 58,43 m    | 60,70 m    | x                                       | 59,10 m                                 | x                                       | 60,70 m     |           |
| 6     | Krešimir Račić      | Jugoslawien    | 57,99 m    | 60,36 m    | x          | x                                       | 58,07 m                                 | 55,09 m                                 | 60,36 m     |           |
|       |                     |                |            |            |            |                                         |                                         |                                         |             |           |
| 7     | Dmytro Jehorow      | Sowjetunion    | 60,22 m    | x          | x          | nicht im Finale der besten sechs Werfer | nicht im Finale der besten sechs Werfer | nicht im Finale der besten sechs Werfer | 60,22 m     |           |
| 8     | Sverre Strandli     | Norwegen       | 58,62 m    | 58,49 m    | 59,21 m    | nicht im Finale der besten sechs Werfer | nicht im Finale der besten sechs Werfer | nicht im Finale der besten sechs Werfer | 59,21 m     |           |
| 9     | Peter Allday        | Großbritannien | 57,78 m    | 57,06 m    | 58,00 m    | nicht im Finale der besten sechs Werfer | nicht im Finale der besten sechs Werfer | nicht im Finale der besten sechs Werfer | 58,00 m     |           |
| 10    | Alfons Niklas       | Polen          | 57,70 m    | x          | x          | nicht im Finale der besten sechs Werfer | nicht im Finale der besten sechs Werfer | nicht im Finale der besten sechs Werfer | 57,70 m     |           |
| 11    | Muhammad Iqbal      | Pakistan       | 56,45 m    | 55,24 m    | 56,94 m    | nicht im Finale der besten sechs Werfer | nicht im Finale der besten sechs Werfer | nicht im Finale der besten sechs Werfer | 56,94 m     |           |
| 12    | Don Anthony         | Großbritannien | x          | 55,22 m    | 56,72 m    | nicht im Finale der besten sechs Werfer | nicht im Finale der besten sechs Werfer | nicht im Finale der besten sechs Werfer | 56,72 m     |           |
| 13    | Guy Husson          | Frankreich     | x          | x          | 55,02 m    | nicht im Finale der besten sechs Werfer | nicht im Finale der besten sechs Werfer | nicht im Finale der besten sechs Werfer | 55,02 m     |           |
| 14    | Tadeusz Rut         | Polen          | x          | x          | 53,43 m    | nicht im Finale der besten sechs Werfer | nicht im Finale der besten sechs Werfer | nicht im Finale der besten sechs Werfer | 53,43 m     |           |
| NM    | Birger Asplund      | Schweden       | x          | x          | x          | nicht im Finale der besten sechs Werfer | nicht im Finale der besten sechs Werfer | nicht im Finale der besten sechs Werfer | ogV         |           |

Für diesen Wettkampf gab es zwei Favoriten: den amtierenden Europameister, Michail Kriwonossow aus der UdSSR, sowie den US-Amerikaner Harold Connolly, der den sowjetischen Werfer kurz vor den Spielen als Weltrekordler entthront hatte.
Das Finale wurde zu einem spannenden Dreikampf. Zunächst ging Anatoli Samozwetow mit neuem Olympiarekord in Führung. Im zweiten Versuch warf Kriwonossow neunzig Zentimeter weiter, auch Connolly schob sich in Durchgang drei an Samozwetow vorbei auf den zweiten Platz. Kriwonossow konnte seine Weite mit dem dritten Versuch noch um weitere drei Zentimeter verbessern, brachte anschließend jedoch keinen gültigen Versuch mehr zustande. Im fünften Durchgang gelang Connolly sein bester Wurf und er übernahm mit sechzehn Zentimetern Vorsprung vor Kriwonossow die Spitze. Zwar konnte auch Samozwetow mit seinem letzten Versuch seine eigene Weite noch einmal verbessern, doch es genügte nicht, um an Kriwonossow vorbeizuziehen. Damit waren die Medaillen verteilt.
Auch der viertplatzierte US-Werfer Albert Hall übertraf in drei Versuchen den bis dahin gültigen Olympiarekord des Ungarn József Csermák. Dieser wiederum übertraf seinen eigenen vorher bestehenden olympischen Rekord im dritten Durchgang ebenfalls. Das reichte diesmal jedoch nur noch zu Platz fünf. Noch der sechstplatzierte Jugoslawe Krešimir Račić warf weiter als Csermák bei diesem früheren Rekord aus dem Finale der Spiele 1952 von Helsinki.
Hal Connolly machte nicht nur wegen seines Olympiasiegs Schlagzeilen. Seine Beziehung zu der tschechoslowakischen Siegerin im Diskuswurf, Olga Fikotová, weckte das öffentliche Interesse. Einige Monate später heirateten die beiden in Prag, Trauzeuge war unter anderem Emil Zátopek.
Michail Kriwonossow und Anatoli Samozwetow errangen die ersten sowjetischen Medaillen im Hammerwurf.

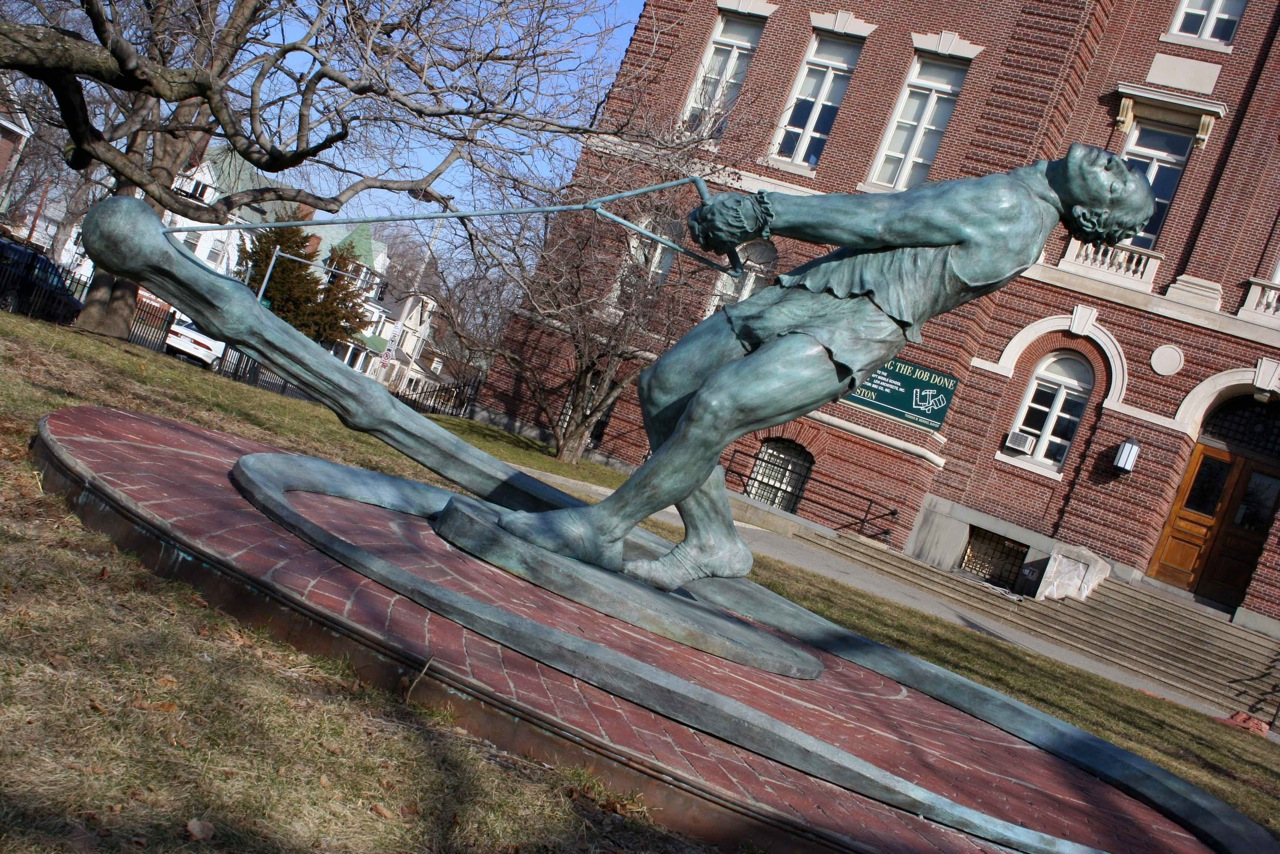
Für den Olympiasieger Ha lConnolly wurde in Brighton (Boston), Massachusetts eine Statue errichtet
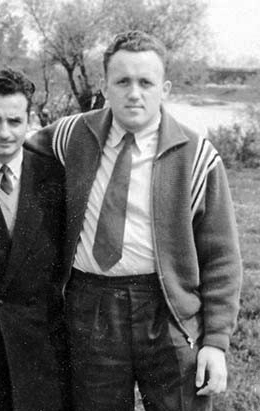
Krešimir Račić belegte Rang sechs
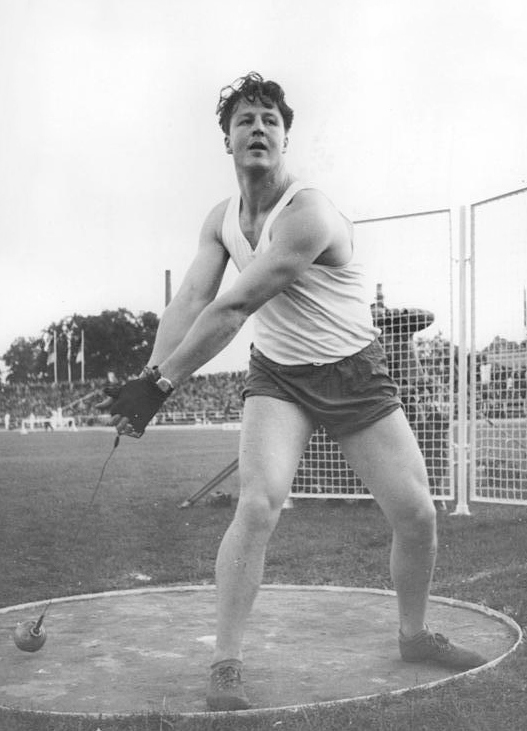
Sverre Strandli erreichte im Finale Platz acht
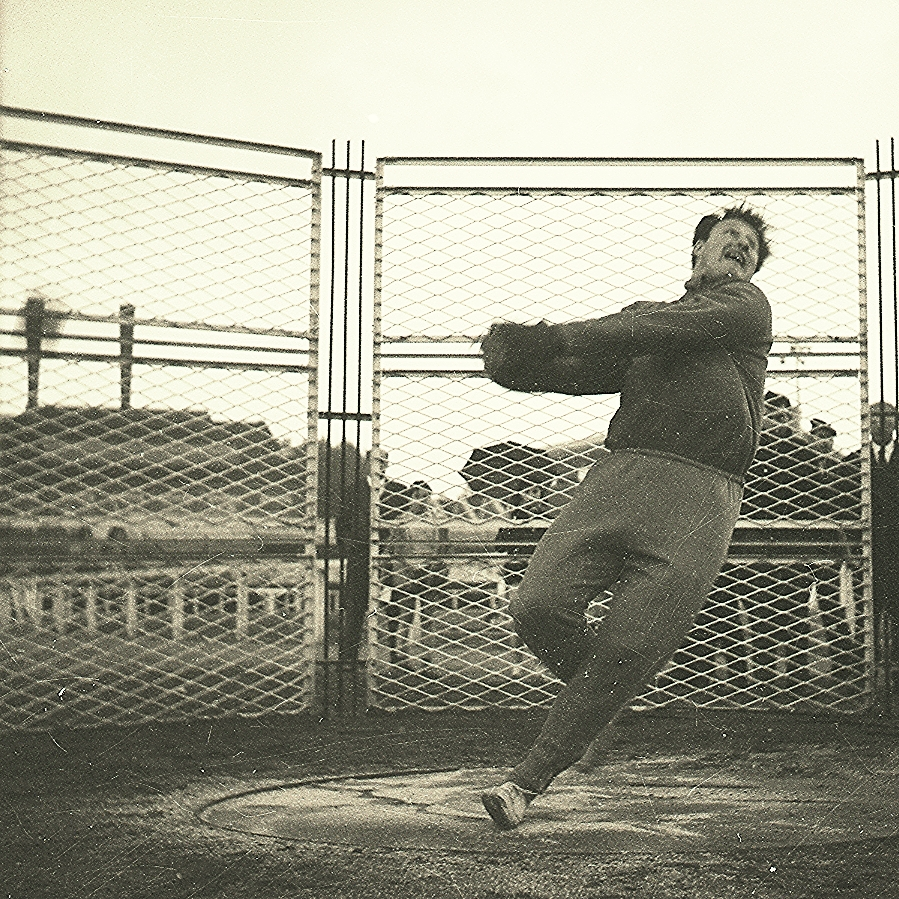
Guy Husson kam auf den dreizehnten Platz

## Videolinks
- Melbourne 1956 Official Olympic Film - Part 4 | Olympic History, Bereich: 7:03 min bis 9:40 min, youtube.com, abgerufen am 18. August 2021